# ZGMF X10A Freedom
Este artículo habla sobre un arma ficticia de la ERA COSMICA de la serie de animación Gundam Seed, que se incluye en el universo Gundam.

## Precedentes
En la mitad de la C.E. 71 ZAFT (o TLAZ Tratado de Libertad de Alianza Zodiaco) crea una serie de mobile suits avanzados basados en tecnología de los Proyectos G de la Alianza terrestre. Como sus predecesores de la AE, los "Gundams" de ZAFT están armados con la más avanzada tecnología, protegidos por una armadura de cambio de fase. Sin embargo se le fue incorporada tecnología adicional: El Cancelador de interferente de neutrones (Neutron Jammer Canceler), lo que detiene el efecto de los Interferentes de neutrones, así, permite que estos mobile suits estén funcionando por reactores nucleares.
possen autonomía casi ilimitada en el combate, incluso con la armadura de cambio de fase.

## ZGMF-X10A Freedom
Uno de estos mobile suits es el "ZGMF-X10A Freedom". Es el sexto Gundam que aparece en la serie y posee un HiMAT (High Mobility Aerial Tactics o TAAM Tácticas Aéreas de alta movilidad)de 10 alas para velocidad superior, movilidad y agilidad. Como Adición a su armamento básico de 2 x MA-M01 "Lacerta" beam saber, CIWS 2 x MMI-GAU2 "Picus" 76mm montados en su cabeza, el Freedom posee dos M100 "Balaena" plasma beam cannon almacenados en las alas, montados sobre los hombros en el HiMAT y 2 MMI-M15 "Xiphias" rail cannon, plegados por debajo de la cintura, para su uso en el modo HiMAT. Sin embargo, el arma más poderosa de éste es el sistema de apoyo opcional METEOR (Mobile suit Embedded Tactical EnfORcer), una gran plataforma de armas mobibles con poderosos impulsores y 2 x 120cm high-energy beam cannon, 2 x 93.7cm high-energy beam cannon, 2 x MA-X200 beam sword, 77 x 60cm "Erinaceus" anti-ship missile launchers (22 pod pod, 12 por brazo, 9 en la cola)como armamento opcional tiene al MA-M20 "Lupus" beam rifle
El sistema METEOR fue diseñado específicamente para el Freedom y su unidad hermana, el ZGMF-X09 Justice. Posteriormente fue detruido en Gundam Seed Destiny por Shinn Asuka y el Impulse, siendo su única derrota en la serie y remplazado por el ZGMF-X20A Strike Freedom
El sistema operativo(SO) del Freedom es el: Generation Unsubdued Nuclear Drive Assault Module
- Datos: Q6170690